# Новые похождения А. И. Свидригайлова: 1968—1994
«Новые похождения А. И. Свидригайлова 1968—1994» — первый официальный альбом Александра Непомнящего. Впервые выпущен студией «Колокол» в 1994 году. Переиздан в 2019 году лейблом Bull Terrier Records.

## История создания
говорят, кого-то армия делает «нормальным человеком», а я там за Достоевского взялся…А.Е.Непомнящий

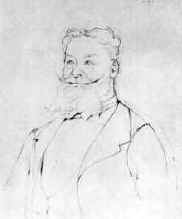
Свидригайлов — вымешленный персонаж в романе «Преступление и наказание». Послужил главной фигурой в песнях альбома

По воспоминаниям Константина Шаронина первоначально альбом должен был называться идентично одной из песен — «Мы будем жить долго».
По собственным заявлениям, во время службы в армии Непомнящий стал читать творчество Достоевского. Сам альбом носит название одного из главных героев романа «Преступление и наказание», отсылки к произведению фигурируют в двух песнях диска. Образ персонажа Аркадия Ивановича Свидригайлова использовался, чтобы передать экзистенциальные переживания и размышления Непомнящего.

#### Песня «Одиночество»
Текст песни это история про не сложившуюся любовь, выходом из которой автор видит добровольный уход из жизни, так как только после смерти его начнут по-настоящему любить.

#### Песня «Свидригайловская банька»
Песня «Свидригайловская банька» раскрывает право человека сделать выбор своей дальнейшей судьбы, однако ему «полчуда не хватает до вечности», а потому страдательный образ баньки, под которым разумеется Ад, переноситься с загробной в настоящую жизнь, знаменуя собой трагичный конец.

#### Песня «Песня пpо Свидpигайлова»
Песня пpо Свидpигайлова используя образ литературного героя рассказывает про трудность жизни на земле и как итог пугающее прощание с нею. В песне присутствует эвфемизм, повторяющий литературный — фраза «Аркадий Иванович едет в Америку». Этот оборот, как и в литературном произведении, служит для замены прямого упоминания смерти: герой книги использовал его как метафору ухода из жизни.

## Пресс-релиз. От издателя
Шёл 1994 год. Третий год становления нового порядка в стране, который, в общем-то, логичней определять как беспорядок. В музыке тоже, увы, просветов не наблюдалось… Исключением из неутешительных правил тех времён смело можно считать барда и рок-музыканта Александра Непомнящего, записавшего тогда один из первых своих альбомов. Прекрасный акустический рок без капли занудства. Замечательные народнические интонации как в текстовой, так и в исполнительской составляющей. Стихи преисполнены аллюзий на творчество различных отечественных и зарубежных поэтов, писателей, музыкантов. Подлинная интеллектуальная игра. Одна из первых работ художника комом не вышла, отнюдь, стала достижением и безоговорочно нашла достойнейшее место в летописи.

## Список композиций[11][12]
Слова и музыка всех песен — Александра Непомнящего.
| №   | Название                                      | Длительность |
| --- | --------------------------------------------- | ------------ |
| 1.  | «Поезд в город весны»                         | 3:45         |
| 2.  | «Дед Мороз»                                   | 2:15         |
| 3.  | «Вокзальная»                                  | 2:57         |
| 4.  | «Одиночество»                                 | 3:06         |
| 5.  | «Мы будем жить долго»                         | 2:02         |
| 6.  | «Песня о надписях на сараях»                  | 4:11         |
| 7.  | «Конец русского рок-н-ролла»                  | 4:13         |
| 8.  | «Квадратная»                                  | 2:10         |
| 9.  | «Белая»                                       | 4:29         |
| 10. | «Лимоновский блюз»                            | 2:38         |
| 11. | «Я не люблю тебя»                             | 4:04         |
| 12. | «Свидригайловская банька»                     | 2:44         |
| 13. | «Соседский блюз»                              | 3:44         |
| 14. | «Песенка про Аркадия Ивановича Свидригайлова» | 3:04         |

| №  | Название     | Длительность |
| -- | ------------ | ------------ |
| 1. | «Дед Мороз»  |              |
| 2. | «Квадратная» |              |

## О записи[11][12]
- Александр Непомнящий — музыка, текст
- Надежда Стахурская — художник
- Константин Кудрячев — директор проекта
- Алексей Вертоградов — звукорежиссер (MW records)
- Виктор Синяков — оформление